# Gravitationszone
Eine Gravitationszone ist eine geographisch definierte Region mit einem festgelegten Fallbeschleunigungswert gemäß dem europäischen Gravitationszonenkonzept
nach WELMEC für eichpflichtige Waagen. Das Gravitationszonenkonzept bietet Herstellern von Waagen die Möglichkeit, Waagen bereits am Herstellungsort für einen beliebigen Einsatzort in Europa zu justieren.

## Nationale Regelungen für Gravitationszonen
Deutschland, Belgien, Italien, Litauen, Österreich, die Schweiz und Schweden haben national Gravitationszonen mit mittleren Fallbeschleunigungswerten in Abhängigkeit von der Waagengenauigkeit festgelegt.

### Gravitationszonen in Deutschland
Die Graviationszonen für Deutschland sind festgelegt in der „Richtlinie für die Eichung von nichtselbsttätigen Waagen -EA 9-“. Es gibt insgesamt 4 Zonen.
| Zone | Region | Fallbeschleunigung gz |
| ---- | --- | --------------------- |
| 1    | Bayern-Süd (Nieder- und Oberbayern, Schwaben)                                                                   | 9,8070 m/s2           |
| 2    | Baden-Württemberg, Bayern-Nord (Franken, Oberpfalz)                                                             | 9,8081 m/s2           |
| 3    | Hessen, Nordrhein-Westfalen, Rheinland-Pfalz, Saarland, Sachsen, Thüringen                                      | 9,8107 m/s2           |
| 4    | Berlin, Brandenburg, Bremen, Hamburg, Mecklenburg-Vorpommern, Niedersachsen, Sachsen-Anhalt, Schleswig-Holstein | 9,8130 m/s 2          |

## Beispiel
Eichung einer fallbeschleunigungsabhängigen Handelswaage mit einer Höchstlast von 10 kg und einem Eichwert e = 1 g. Der Ort der Justierung sei Athen, der vorgesehene Aufstellungsort Berlin (Zone 4). Die Fallbeschleunigung am Prüfort Athen beträgt 9,800336 m/s2.
{\displaystyle \Delta m=m\cdot {\frac {(g_{z}-g_{p})}{g_{p}}}}
{\displaystyle \Delta m=10\;\mathrm {kg} \,{\frac {(9{,}8130\;\mathrm {m/s^{2}} -9{,}800336\;\mathrm {m/s^{2}} )}{9{,}800336\;\mathrm {m/s^{2}} }}=12{,}922\;\mathrm {g} }
{\displaystyle \Delta m\approx 13\;\mathrm {g} } (auf den Teilungswert gerundet).
Die Waage muss also in Athen bei korrekter Justierung unter 10 kg Belastung 9,987 kg anzeigen.